# Satélites de Urano

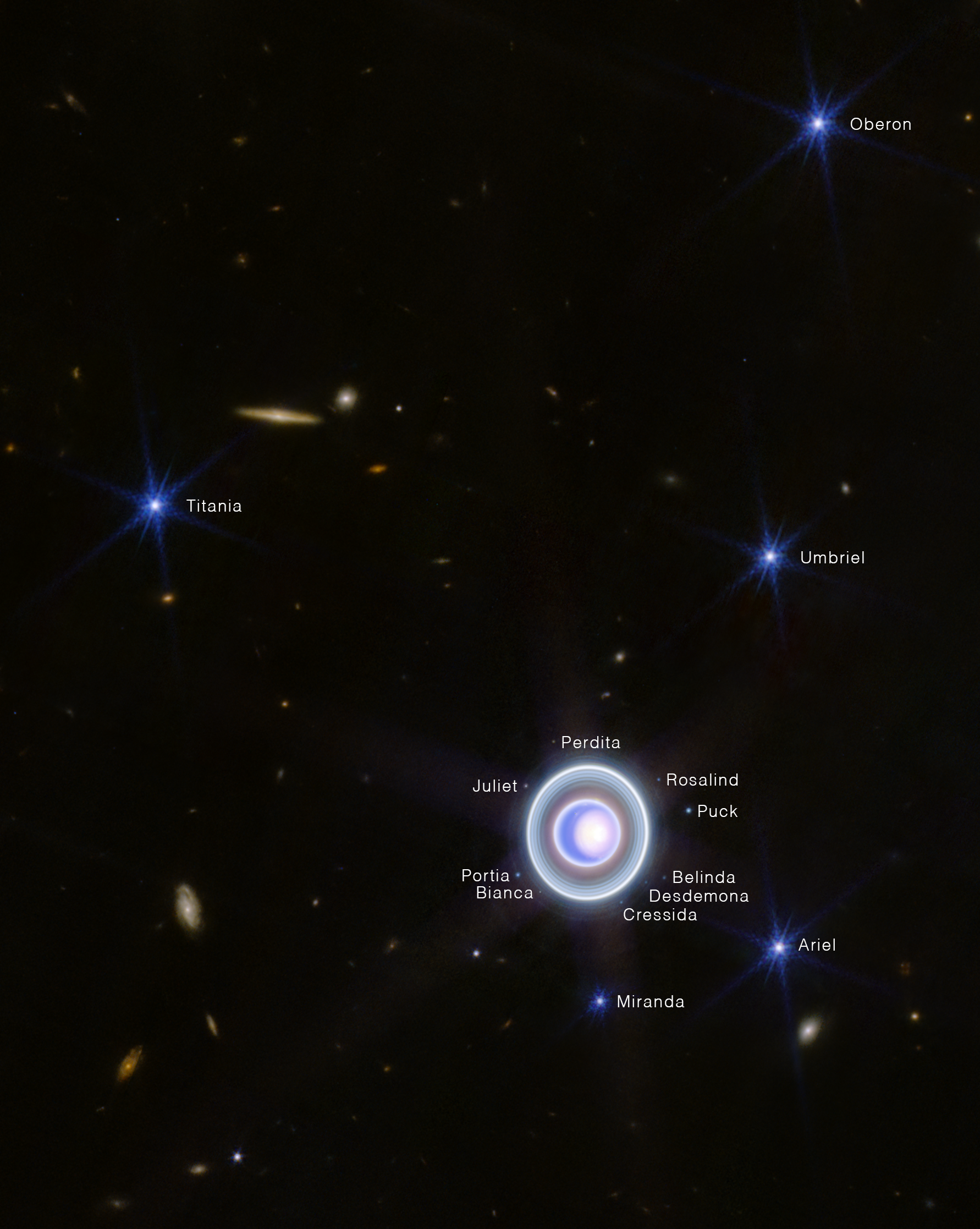
Una imagen actualizada de los seis satélites más grandes y ocho satélites interiores de Urano capturados por el telescopio espacial James Webb el 4 de septiembre de 2023. Los seis satélites más grandes son Ariel, Puck, Miranda, Umbriel, Titania y Oberón. Además, se pueden ver ocho satélites pequeños adicionales, incluidas Bianca, Crésida, Desdémona, Julieta, Porcia, Rosalinda, Belinda y Perdita. Cordelia y Ofelia son invisibles porque se pierden en el abrumador brillo del anillo Epsilon, mientras que Mab y Cupido son demasiado pequeños para ser vistos.

Los satélites de Urano, el séptimo planeta del sistema solar, son aquellos cuerpos celestes que orbitan alrededor de este planeta. Urano tiene 28 satélites confirmados y la mayoría de ellos llevan el nombre de personajes que aparecen o se mencionan en las obras de William Shakespeare y Alexander Pope. Los satélites de Urano se dividen en tres grupos: trece satélites interiores, cinco satélites mayores y diez satélites irregulares. Los satélites interiores y mayores tienen órbitas prógradas y se clasifican acumulativamente como satélites regulares. Por el contrario, las órbitas de los satélites irregulares son distantes, muy inclinadas y en su mayoría retrógradas.
Los satélites interiores son pequeños cuerpos oscuros que comparten propiedades y orígenes comunes con los anillos de Urano. Los cinco satélites principales son elipsoidales, lo que indica que alcanzaron el equilibrio hidrostático en algún momento de su pasado, y cuatro de ellos muestran signos de procesos impulsados internamente, como la formación de cañones y el vulcanismo en sus superficies. El mayor de estos cinco, Titania, mide 1 578 km de diámetro y es el octavo satélite más grande del sistema solar, aproximadamente una vigésima parte de la masa de la Luna. Las órbitas de los satélites regulares son casi coplanares con el ecuador de Urano, que está inclinado 97.77° con respecto a su órbita. Los satélites irregulares de Urano tienen órbitas elípticas y fuertemente inclinadas (en su mayoría retrógradas) a grandes distancias del planeta.
William Herschel descubrió los dos primeros satélites, Titania y Oberón, en 1787. Los otros tres satélites elipsoidales fueron descubiertos en 1851 por William Lassell (Ariel y Umbriel) y en 1948 por Gerard Kuiper (Miranda). Los satélites restantes fueron descubiertos después de 1985, ya sea durante el sobrevuelo de la sonda espacial Voyager 2 o con la ayuda de telescopios terrestres avanzados.

## Descubrimiento
Los dos primeros satélites descubiertos fueron Titania y Oberón, que fueron descubiertos por Sir William Herschel el 11 de enero de 1787, seis años después de haber descubierto el planeta. Más tarde, Herschel creyó haber descubierto hasta seis satélites e incluso un anillo. Durante casi 50 años, el instrumento de Herschel era el único con el que se habían visto los satélites. En la década de 1840, mejores instrumentos y una posición más favorable de Urano en el cielo llevaron a indicaciones esporádicas de satélites adicionales a Titania y Oberón. Finalmente, los siguientes dos satélites, Ariel y Umbriel, fueron descubiertos por William Lassell en 1851. El esquema de numeración romana de los satélites de Urano estuvo en un estado de cambio durante un tiempo considerable, y las publicaciones dudaron entre las designaciones de Herschel (donde Titania y Oberón son Urano II y IV) y las de William Lassell (donde a veces son I y II). Con la confirmación de Ariel y Umbriel, Lassell numeró los satélites del I al IV desde Urano hacia afuera, y esto finalmente se mantuvo. En 1852, el hijo de Herschel, John Herschel, dio sus nombres a los cuatro satélites entonces conocidos.
No se hicieron otros descubrimientos durante casi otro siglo. En 1948, Gerard Kuiper en el Observatorio McDonald descubrió el más pequeño de los cinco grandes satélites esféricos, Miranda. Décadas más tarde, el sobrevuelo de la sonda espacial Voyager 2 en enero de 1986 condujo al descubrimiento de diez satélites interiores más. Otro satélite, Perdita, fue descubierto en 1999 por Erich Karkoschka después de estudiar fotografías antiguas de la Voyager 2.
Urano fue el último planeta gigante sin satélites irregulares conocidos hasta 1997, cuando Brett J. Gladman y su equipo descubrieron Sicorax y Calibán utilizando telescopios terrestres. De 1999 a 2003, el mismo equipo continuó buscando satélites irregulares utilizando telescopios terrestres más potentes, lo que resultó en el descubrimiento de siete satélites irregulares más de Urano, los cuales son Francisco, Stefano, Trínculo, Margarita, Prospero, Setebos y Ferdinando. Además, en 2003 se descubrieron dos pequeños satélites interiores, Cupido y Mab, utilizando el telescopio espacial Hubble. No se hicieron otros descubrimientos hasta 2021 y 2023, cuando Scott S. Sheppard y su equipo descubrieron S/2023 U 1, un satélite irregular más de Urano (y cinco candidatos más esperando a ser anunciados) utilizando el telescopio Subaru en Mauna Kea, Hawái.

### Satélites inexistentes
Después de que Herschel descubriera Titania y Oberón el 11 de enero de 1787, posteriormente creyó haber observado otros cuatro satélites: dos el 18 de enero y el 9 de febrero de 1790, y dos más el 28 de febrero y el 26 de marzo de 1794. Así, durante muchas décadas se creyó que Urano tenía un sistema de seis satélites, aunque ningún otro astrónomo confirmó los cuatro últimos satélites. Sin embargo, las observaciones de Lassell de 1851, en las que descubrió Ariel y Umbriel, no respaldaron las observaciones de Herschel; Ariel y Umbriel, que Herschel ciertamente debería haber visto si hubiera visto otros satélites además de Titania y Oberón, no correspondían en características orbitales a ninguno de los cuatro satélites adicionales de Herschel. Se pensaba que los cuatro satélites que Herschel creyó descubrir tenían períodos sidéreos de 5.89 días (más cercano que Titania), 10.96 días (entre Titania y Oberón), 38.08 días y 107.69 días (más lejos que Oberón). Por lo tanto, se concluyó que los cuatro satélites de Herschel eran falsos positivos, probablemente debido a la identificación errónea de estrellas débiles en las proximidades de Urano como satélites, y el crédito por el descubrimiento de Ariel y Umbriel se le dio a Lassell.

## Nombramiento
Aunque los dos primeros satélites de Urano fueron descubiertos en 1787, no recibieron un nombre hasta 1852, un año después de que se descubrieran dos satélites más. La responsabilidad del nombramiento corrió a cargo de John Herschel, hijo del descubridor de Urano. Herschel, en lugar de asignar nombres de la mitología griega, nombró a los satélites en honor a espíritus mágicos de la literatura inglesa. El razonamiento era presumiblemente que Urano, como dios del cielo y del aire, sería atendido por espíritus del aire.
Los nombres posteriores, en lugar de continuar con la tendencia de los espíritus aireados (solo Puck y Mab continuaron con la tendencia), se han centrado en el material original de Herschel. En 1949, el quinto satélite, Miranda, fue nombrado por su descubridor Gerard Kuiper en honor a un personaje completamente mortal de La tempestad de Shakespeare. La práctica actual de la UAI es nombrar los satélites con nombres de personajes de las obras de Shakespeare y El rizo robado (aunque en la actualidad sólo Ariel, Umbriel y Belinda tienen nombres extraídos de esta última; todos los demás son de Shakespeare). Todos los satélites retrógrados exteriores llevan el nombre de personajes de una obra de teatro, La tempestad; el único satélite prógrado exterior conocido, Margarita, recibe su nombre de Mucho ruido y pocas nueces.
Algunos asteroides, que también llevan el nombre de los mismos personajes de obras de Shakespeare, comparten nombres con satélites de Urano: (171) Ofelia, (218) Bianca, (593) Titania, (666) Desdémona, (763) Cupido y (2758) Cordelia.

## Características y grupos
El sistema de satélites de Urano es el menos masivo entre los sistemas de los planetas gigantes. De hecho, la masa combinada de los cinco satélites principales es menos de la mitad que solamente la de Tritón (el séptimo satélite más grande del sistema solar). El mayor de los satélites, Titania, tiene un radio de 788,9 km, menos de la mitad que el de la Luna, lo que convierte a Titania en el octavo satélite más grande del sistema solar. Urano es 10 000 veces más masivo que sus satélites.

### Satélites interiores

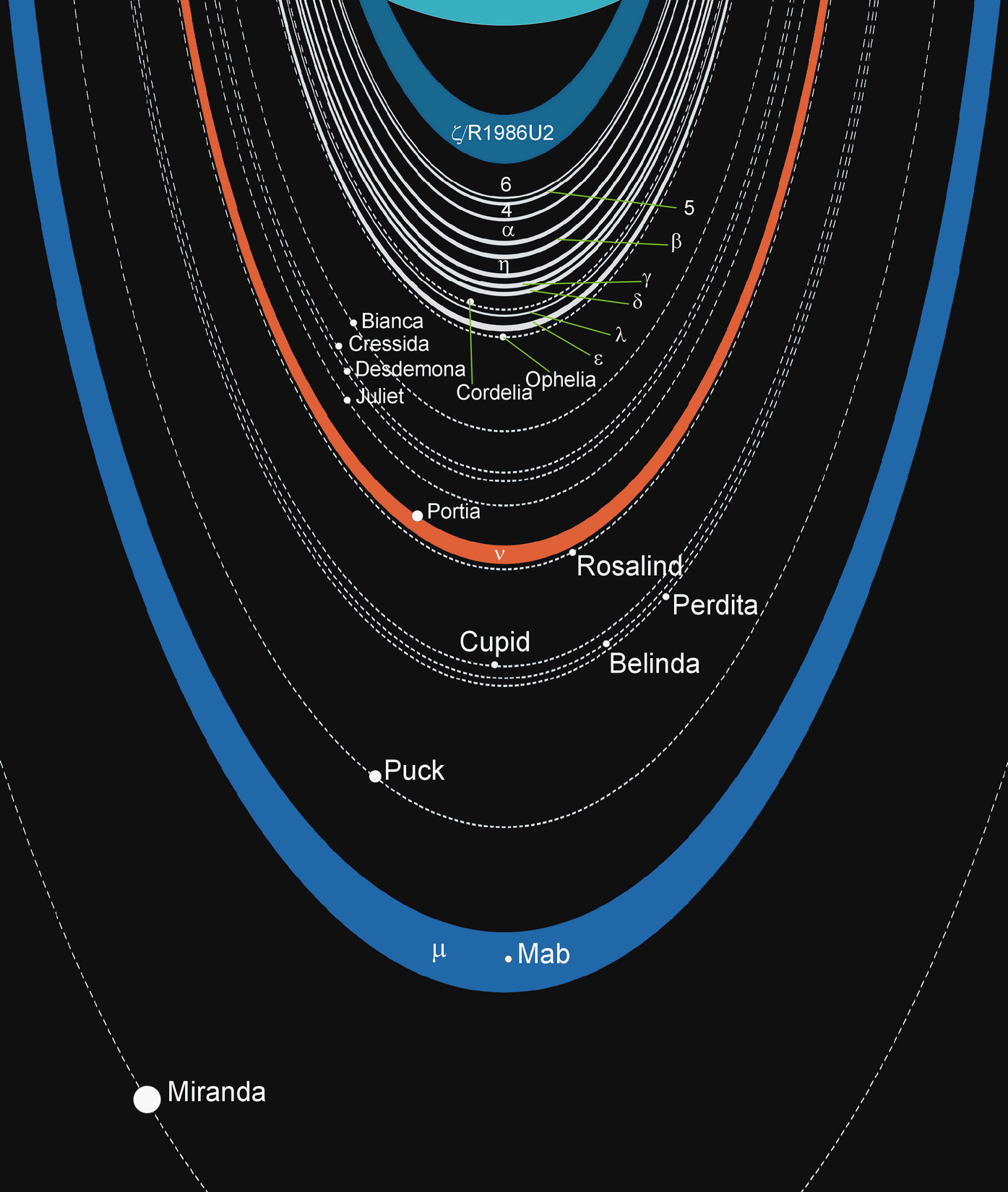
Esquema del sistema de anillos y satélites de Urano

Urano tiene 13 satélites interiores, cuyas órbitas se encuentran todas más cerca que la órbita de Miranda. Los satélites interiores se clasifican en dos grupos según distancias orbitales similares: estos son el grupo de Porcia, que incluye a Bianca, Crésida, Desdémona, Julieta, Porcia y Rosalinda; y el grupo de Belinda, que incluye a Cupido, Belinda y Perdita. Todos los satélites interiores están íntimamente conectados con los anillos de Urano, lo que probablemente resultó de la fragmentación de uno o varios satélites interiores pequeños. Los dos satélites más internos, Cordelia y Ofelia, son satélites pastores del anillo ε, mientras que Mab es una fuente del anillo μ. Puede haber dos pequeños adicionales satélites pastores no descubiertos ubicados a unos 100 km de los anillos α y β de Urano.
Con 162 km, Puck es el más grande de los satélites interiores de Urano y el único fotografiado por la Voyager 2 en detalle. Puck y Mab son los dos satélites más externos de esta categoría. Todos los satélites interiores son objetos oscuros; su albedo geométrico es inferior al 10 %. Están compuestos de hielo de agua contaminado con un material oscuro, probablemente restos orgánicos procesados por radiación.
Los satélites interiores se perturban constantemente entre sí, especialmente dentro de los grupos muy compactos de Porcia y Belinda. El sistema es caótico y aparentemente inestable. Las simulaciones muestran que los satélites pueden perturbarse entre sí hasta cruzar órbitas, lo que en algún momento puede resultar en colisiones entre estos. Desdémona puede colisionar con Crésida en un millón de años, y Cupido probablemente chocará con Belinda en los próximos 10 millones de años; Perdita y Julieta pueden verse involucrados en colisiones posteriores.  Debido a esto, los anillos y los satélites interiores pueden estar en constante cambio, con satélites colisionando y rearmandose en escalas de tiempo cortas.

### Satélites mayores

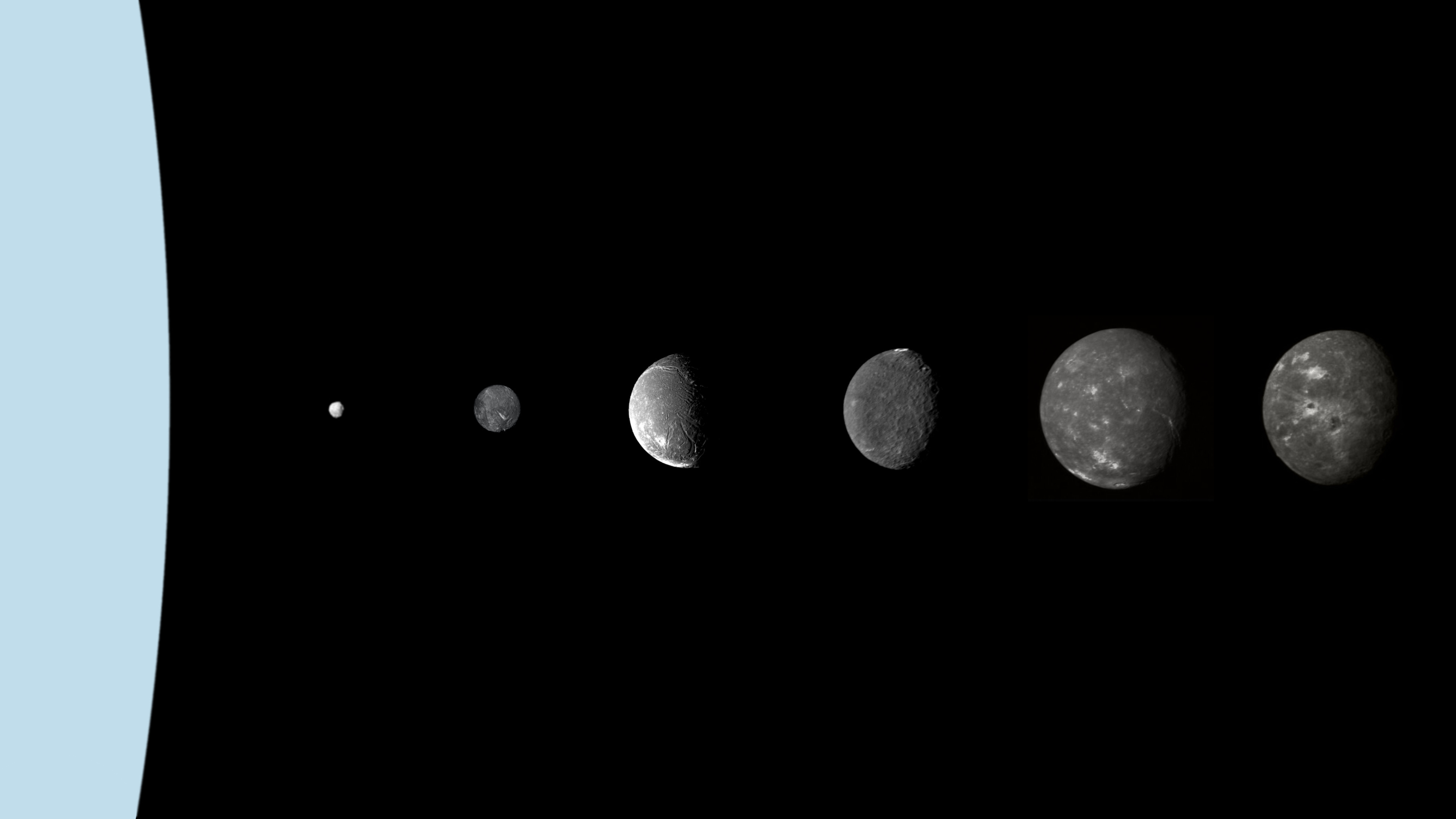
Urano y sus seis satélites más grandes comparados en sus tamaños relativos adecuados y en orden de distancias al planeta. De izquierda a derecha: Puck, Miranda, Ariel, Umbriel, Titania y Oberón.

Urano tiene cinco satélites mayores: Miranda, Ariel, Umbriel, Titania y Oberón. Varían en diámetro desde los 472 kilómetros de Miranda a los 1 578 kilómetros de Titania. Todos estos satélites son objetos relativamente oscuros: su albedo geométrico varía entre el 30 y el 50%, mientras que su albedo de Bond está entre el 10 y el 23 %. Umbriel es el satélite más oscuro y Ariel el más brillante. Las masas de estos satélites oscilan entre 6,7×1019 kg (Miranda) a 3,5×1021 kg (Titania). En comparación, la Luna tiene una masa de 7,5×1022 kg. Se cree que se formaron en el disco de acreción que existió alrededor de Urano durante algún tiempo después de su formación o fue el resultado de un gran impacto sufrido por Urano al principio de su historia. Esto está respaldado por su gran inercia térmica, una propiedad de la superficie que comparten con planetas enanos como Plutón y Haumea. Se diferencia mucho del comportamiento térmico de los satélites irregulares de Urano, que es comparable al de los objetos transneptunianos clásicos. Esto sugiere un origen separado.
Todos los satélites mayores contienen cantidades aproximadamente iguales de roca y hielo, excepto Miranda, que está compuesto principalmente de hielo. El componente de hielo puede incluir amoníaco y dióxido de carbono. Sus superficies están llenas de cráteres, aunque todos ellos (excepto Umbriel) muestran signos de repavimentación endógena en forma de lineamientos (cañones) y, en el caso de Miranda, estructuras ovoides llamadas coronas. Los procesos extensionales asociados con el afloramiento de diapiros probablemente sean responsables del origen de las coronas. Ariel parece tener la superficie más joven con la menor cantidad de cráteres de impacto, mientras que la superficie de Umbriel parece la más antigua. Se cree que una resonancia orbital anterior de 3:1 entre Miranda y Umbriel y una resonancia anterior de 4:1 entre Ariel y Titania son responsables del calentamiento que causó una actividad endógena sustancial en Miranda y Ariel. Una prueba de tal resonancia pasada es la inclinación orbital inusualmente alta de Miranda (4.34°) para un cuerpo tan cercano al planeta. Los satélites mayores pueden estar diferenciados internamente, con núcleos rocosos en sus centros rodeados por mantos de hielo. Titania y Oberón pueden albergar océanos de agua líquida en el límite entre el núcleo y el manto. Estos satélites son cuerpos sin aire. Por ejemplo, se demostró que Titania no posee atmósfera a una presión superior a 10-20 nanobares.
La trayectoria del Sol en el cielo local en el transcurso de un día local durante el solsticio de verano de Urano y sus satélites mayores es bastante diferente de la observada en la mayoría de los otros mundos del sistema solar. Los satélites mayores tienen casi exactamente la misma inclinación axial rotacional que Urano (sus ejes son paralelos al de Urano). El Sol parecería seguir una trayectoria circular alrededor del polo celeste de Urano en el cielo, en su punto más cercano a unos 7 grados de él, durante el verano hemisférico. Cerca del ecuador, se vería casi hacia el norte o hacia el sur (según la temporada). En latitudes superiores a 7°, el Sol trazaría una trayectoria circular de unos 15 grados de diámetro en el cielo y nunca se pondría durante el verano hemisférico, moviéndose a una posición sobre el ecuador celeste durante el equinoccio de Urano, y luego invisible debajo del horizonte. durante el invierno hemisférico.

### Satélites irregulares

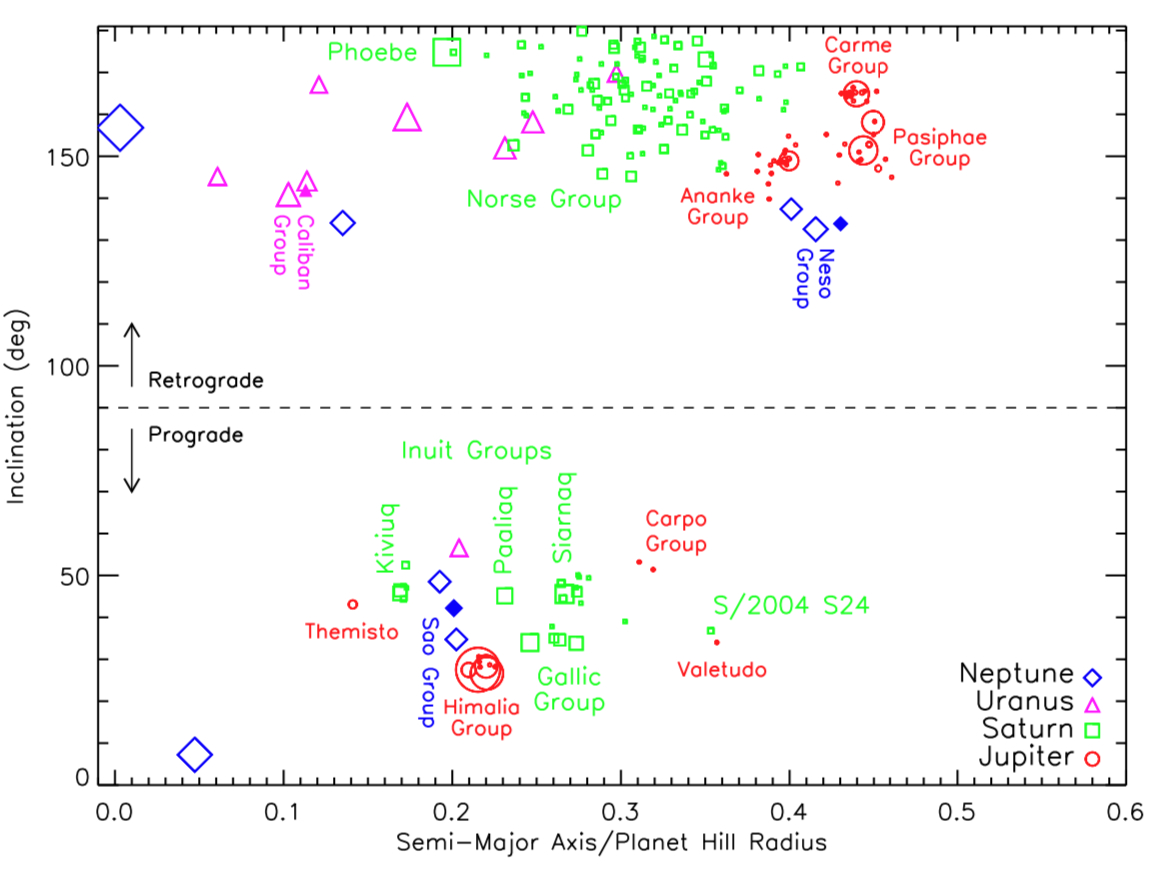
Satélites irregulares de Júpiter (rojo), Saturno (verde), Urano (magenta) y Neptuno (azul; incluido Tritón), representados por la distancia a su planeta (semieje mayor) en el eje horizontal y la inclinación orbital en el eje vertical. Los valores del semieje mayor se expresan como una fracción del radio de la esfera de Hill del planeta, mientras que la inclinación se expresa en grados desde la eclíptica. El radio de la esfera de Hill de Urano es de aproximadamente 73 millones de kilómetros. Los tamaños relativos de los satélites se indican por el tamaño de sus símbolos, y el grupo de Calibán está etiquetado. Datos actualizados a febrero de 2024.

Los satélites irregulares de Urano varían en tamaño entre 120 y 200 km (Sicorax) hasta menos de 10 km (S/2023 U 1). Debido al pequeño número de satélites irregulares conocidos, aún no está claro cuáles de ellos pertenecen a grupos con características orbitales similares. El único grupo conocido entre estos satélites es el grupo de Calibán, que está agrupado a distancias orbitales de entre 6 a 7 millones de kilómetros e inclinaciones entre 141° y 144°. El grupo de Calibán incluye tres satélites retrógrados, que son Calibán, S/2023 U 1 y Stefano.
Las inclinaciones intermedias entre 60° y 140° están desprovistas de satélites conocidos debido al mecanismo de Kozai. En esta región de inestabilidad, las perturbaciones solares en el apoápside hacen que los satélites adquieran grandes excentricidades que provocan colisiones con satélites internos o eyecciones. La vida útil de los satélites en esta región de inestabilidad es de 10 millones a mil millones de años. Margarita es el único satélite prógrado irregular conocido de Urano y tiene una de las órbitas más excéntricas de todos los satélites del sistema solar.

## Tabla de datos

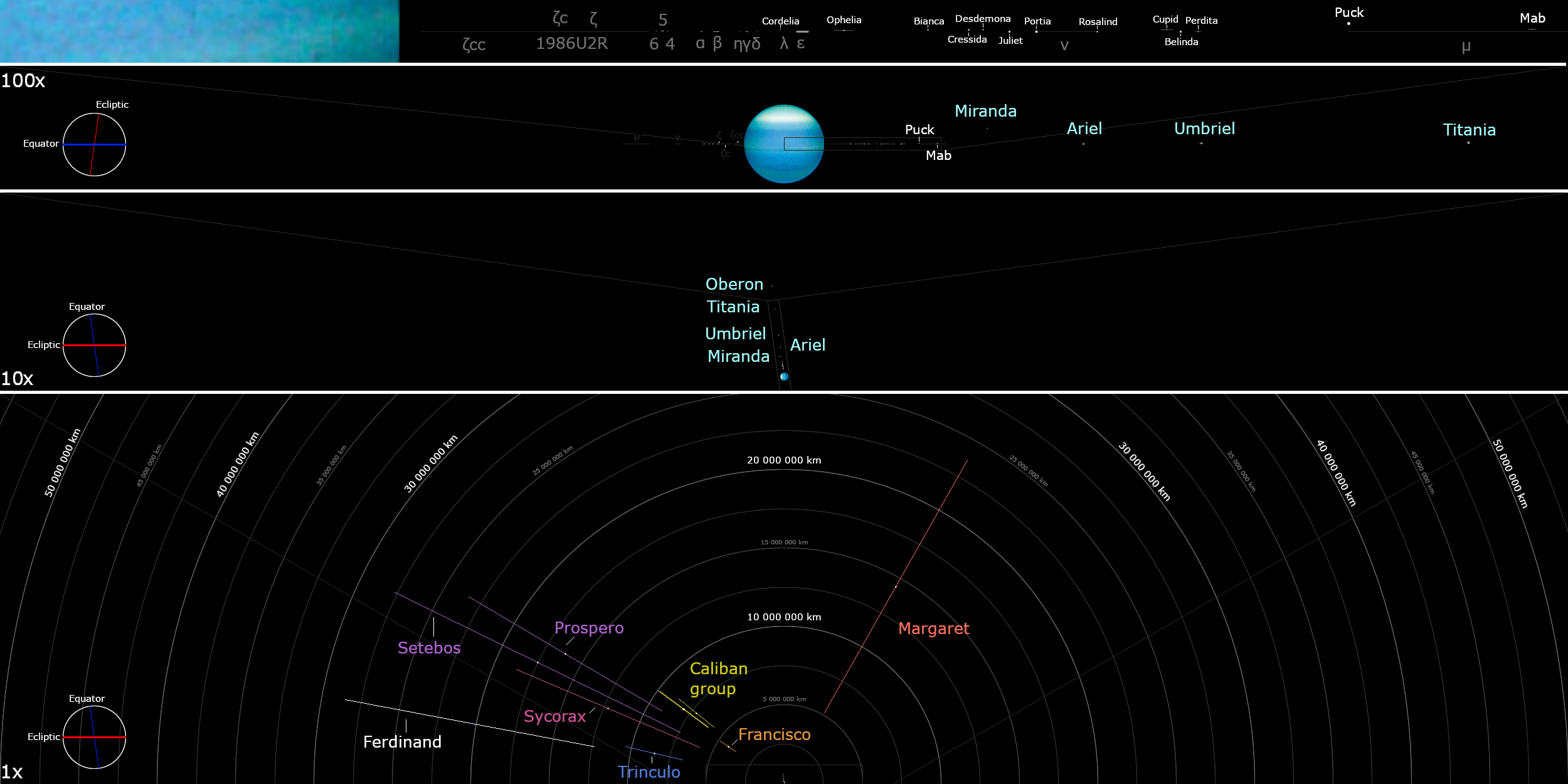
Diagrama orbital de la inclinación orbital y las distancias orbitales de los anillos y el sistema de satélites de Urano a varias escalas. Abra la imagen para obtener la resolución completa.

Los satélites de Urano se enumeran aquí por período orbital, del más corto al más largo. Los satélites suficientemente masivos como para que sus superficies colapsaran formando un esferoide están resaltados en azul claro y en negrita. Los satélites interiores y mayores tienen órbitas prógradas. Los satélites irregulares con órbitas retrógradas se muestran en gris oscuro. Margarita, el único satélite irregular conocido de Urano con una órbita prógrada, se muestra en gris claro. Las órbitas y las distancias medias de los satélites irregulares son variables en escalas de tiempo cortas debido a las frecuentes perturbaciones planetarias y solares, por lo tanto, se promedian los elementos orbitales enumerados de todos los satélites irregulares durante una integración numérica de 8 000 años. Estos pueden diferir de los elementos orbitales osculadores proporcionados por otras fuentes. Los elementos orbitales de los satélites mayores enumeradas aquí se basan en la época del 1 de enero de 2000, mientras que los elementos orbitales de los satélites irregulares se basan en la época del 1 de enero de 2020.
| Claves               | Claves            | Claves                                       | Claves                                         | Claves           |
| -------------------- | ----------------- | -------------------------------------------- | ---------------------------------------------- | ---------------- |
| Satélites interiores | Satélites mayores | Satélites irregulares prógrados no agrupados | Satélites irregulares retrógrados no agrupados | Grupo de Calibán |

|    | Nombre     | Imagen | Magnitud absoluta | Diámetro (km)                   | Masa (× 1016 kg) | Semieje mayor (km) | Periodo orbital (días) | Inclinación (°) | Excentricidad | Descubierto en: | Anunciado en: | Descubridor                          |
| -- | ---------- | ------ | ----------------- | ------------------------------- | ---------------- | ------------------ | ---------------------- | --------------- | ------------- | --------------- | ------------- | ------------------------------------ |
| 1  | Cordelia   |        | 10.3              | 40 ± 6 (50 × 36)                | ≈ 3.4            | 49 800             | +0,33457               | 0.2             | 0.000         | 1986            | 1986          | Voyager 2                            |
| 2  | Ofelia     |        | 10.2              | 43 ± 8 (54 × 38)                | ≈ 4.2            | 53 800             | +0,37686               | 0.1             | 0.011         | 1986            | 1986          | Voyager 2                            |
| 3  | Bianca     |        | 9.8               | 51 ± 4 (64 × 46)                | ≈ 6.9            | 59 200             | +0,43501               | 0.1             | 0.001         | 1986            | 1986          | Voyager 2                            |
| 4  | Crésida    |        | 8.9               | 80 ± 4 (92 × 74)                | ≈ 27             | 61 800             | +0,46315               | 0.1             | 0.000         | 1986            | 1986          | Voyager 2                            |
| 5  | Desdémona  |        | 9.3               | 64 ± 8 (90 × 54)                | ≈ 14             | 62 700             | +0,47323               | 0.1             | 0.000         | 1986            | 1986          | Voyager 2                            |
| 6  | Julieta    |        | 8.5               | 94 ± 8 (150 × 74)               | ≈ 43             | 64 400             | +0,49348               | 0.0             | 0.001         | 1986            | 1986          | Voyager 2                            |
| 7  | Porcia     |        | 7.7               | 135 ± 8 (156 × 126)             | ≈ 130            | 66 100             | +0,51320               | 0.0             | 0.000         | 1986            | 1986          | Voyager 2                            |
| 8  | Rosalinda  |        | 9.1               | 72 ± 12                         | ≈ 20             | 69 900             | +0,55846               | 0.0             | 0.000         | 1986            | 1986          | Voyager 2                            |
| 9  | Cupido     |        | 12.6              | ≈ 18                            | ≈ 0.31           | 74 400             | +0,61317               | 0.1             | 0.005         | 2003            | 2003          | Mark R. Showalter y Jack J. Lissauer |
| 10 | Belinda    |        | 8.8               | 90 ± 16 (128 × 64)              | ≈ 38             | 75 300             | +0,62353               | 0.0             | 0.000         | 1986            | 1986          | Voyager 2                            |
| 11 | Perdita    |        | 11.0              | 30 ± 6                          | ≈ 1.4            | 76 400             | +0,63841               | 0.0             | 0.002         | 1999            | 1999          | Voyager 2                            |
| 12 | Puck       |        | 7.3               | 162 ± 4                         | 191 ± 64         | 86 005             | +0,76148               | 0.3562          | 0.0002        | 1985            | 1986          | Voyager 2                            |
| 13 | Mab        |        | 12.1              | ≈ 18                            | ≈ 0.31           | 97 700             | +0,92329               | 0.1             | 0.003         | 2003            | 2003          | Mark R. Showalter y Jack J. Lissauer |
| 14 | Miranda    |        | 3.5               | 471.6 ± 1.4 (481 × 468 × 466)   | 6293             | 129 858            | +1,4138                | 4.4072          | 0.0014        | 1948            | 1948          | Gerard Kuiper                        |
| 15 | Ariel      |        | 1.0               | 1157 ± 1.2 (1162 × 1156 × 1155) | 123 310          | 190 930            | +2,5207                | 0.0167          | 0.0012        | 1851            | 1851          | William Lassell                      |
| 16 | Umbriel    |        | 1.7               | 1169.4 ± 5.6                    | 128 850          | 265 982            | +4,1445                | 0.0796          | 0.0039        | 1851            | 1851          | William Lassell                      |
| 17 | Titania    |        | 0.8               | 1577 ± 1.2                      | 345 500          | 436 282            | +8,7064                | 0.1129          | 0.0012        | 1787            | 1787          | William Herschel                     |
| 18 | Oberón     |        | 1.0               | 1522.8 ± 5.2                    | 311 040          | 583 449            | +13,464                | 0.1478          | 0.0014        | 1787            | 1787          | William Herschel                     |
| 19 | Francisco  |        | 12.4              | ≈ 22                            | ≈ 0.56           | 4 275 700          | −267,11                | 146.8           | 0.144         | 2001            | 2003          | Matthew J. Holman et al.             |
| 20 | Calibán    |        | 9.1               | 42                              | ≈ 3.9            | 7 167 000          | −579,76                | 141.4           | 0.200         | 1997            | 1997          | Brett J. Gladman et al.              |
| 21 | Stefano    |        | 9.7               | ≈ 32                            | ≈ 1.7            | 7 951 400          | −677,55                | 143.6           | 0.235         | 1999            | 1999          | Brett J. Gladman et al.              |
| 22 | S/2023 U 1 |        | 13.7              | ≈ 8                             | ≈ 0.027          | 7 976 600          | −680,78                | 143.9           | 0.250         | 2023            | 2024          | Scott S. Sheppard et al.             |
| 23 | Trínculo   |        | 12.7              | ≈ 18                            | ≈ 0.31           | 8 502 600          | −749,40                | 167.1           | 0.220         | 2001            | 2002          | Matthew J. Holman et al.             |
| 24 | Sicorax    |        | 7.4               | 157                             | ≈ 200            | 12 193 200         | −1288,40               | 157.0           | 0.520         | 1997            | 1997          | Philip D. Nicholson et al.           |
| 25 | Margarita  |        | 12.7              | ≈ 20                            | ≈ 0.42           | 14 425 000         | +1655,16               | 60.5            | 0.642         | 2003            | 2003          | Scott S. Sheppard y David C. Jewitt  |
| 26 | Próspero   |        | 10.5              | ≈ 50                            | ≈ 6.5            | 16 221 000         | −1979,41               | 149.4           | 0.441         | 1999            | 1999          | Matthew J. Holman et al.             |
| 27 | Setebos    |        | 10.7              | ≈ 47                            | ≈ 5.4            | 17 519 800         | −2224,94               | 153.9           | 0.579         | 1999            | 1999          | John J. Kavelaars et al.             |
| 28 | Ferdinando |        | 12.5              | ≈ 21                            | ≈ 0.48           | 20 421 400         | −2808,70               | 169.2           | 0.395         | 2001            | 2003          | Matthew J. Holman et al.             |